# Katia Colturi
Katia Colturi, née le 17 octobre 1971 à Bormio, est une patineuse de vitesse sur piste courte italienne.

## Biographie
Elle remporte la médaille d'or du relais 3 000 mètres aux Championnats du monde de patinage de vitesse sur piste courte 1996.
Elle est médaillée de bronze du 3 000 mètres aux Championnats d'Europe de patinage de vitesse sur piste courte 1997.
Elle participe aux Jeux olympiques de 1992, 1994 et 1998.